# Chicas en la ciudad
Chicas en la ciudad es una serie de televisión de 15 episodios, estrenada por TVE en 1961, con guiones y realización de Jaime de Armiñán. La serie era la continuación de Mujeres solas, también de Armiñán, emitida la temporada anterior y que contó con las mismas cuatro protagonistas. Se trata por tanto del primer Spin-off en la historia de la televisión en España.

## Argumento
Paula, Verónica, Laura y Esther son cuatro chicas que, tras haber vivido juntas en una residencia, deciden compartir piso y enfrentarse a un mundo hostil: el de una gran ciudad dominada por los hombres. Una tímida visión feminista se adivina en el desarrollo de los guiones.

## Reparto
- Amparo Baró es Paula
- Elena María Tejeiro es Verónica
- Maite Blasco es Laura
- Alicia Hermida es Esther
- Rafaela Aparicio
- Laly Soldevila
- Irán Eory
- Paula Martel